# بنك تابونجان نيجارا

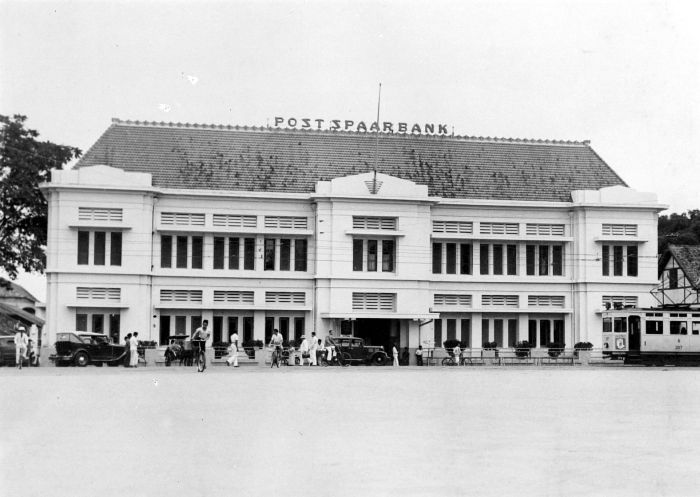
مبنى بوست سباربنك في باتافيا (1938)

بي تي بنك تابونجان نيجارا (بيرسيرو) تي بي كيه (اختصار " بنك مدخرات الدولة")، والذي يتم تداوله باسم بي تي ان بنك ، هو بنك تجاري إندونيسي معروف باسم بنك الرهن العقاري ، ومقره الرئيسي في جامبير ، جاكرتا . 
تأسست في عام 1897 من قبل حكومة جزر الهند الشرقية الهولندية كبنك ادخار لمكتب البريد ، وتشمل منتجاتها حسابات البنوك (المدخرات والودائع الجارية والثابتة)، والقروض (الشخصية، والتجارية، وقروض الرهن العقاري - والأخيرة هي عروضها الأكثر شعبية). منذ طرحها في السبعينيات) والخدمات المصرفية المتوافقة مع الشريعة الإسلامية . 

## أنظر أيضا
- قائمة البنوك في اندونيسيا
- هيئة الخدمات المالية في إندونيسيا